# 分析論後書
『分析論後書』（ぶんせきろんこうしょ、古希: Ἀναλυτικὰ Ὕστερα、羅: Analytica Posteriora、英: Posterior Analytics）とは、アリストテレスの著作であり、『オルガノン』の中の一冊。
文字通り、「分析的推論」としての「論証」（希: αποδειξις、ギリシア語ラテン翻字: apodeiksis、アポデイクシス）、いわゆる「三段論法」（希: συλλογισμός、ギリシア語ラテン翻字: syllogismos、シュロギスモス）のあり方について述べられている。『分析論前書』がその具体的内容だったのに対して、この『分析論後書』では、それを取り巻く基礎的な思想が述べられる。

## 構成

### 概要
全2巻から成る。
- 第1巻（論証の構造） - 全34章。
  - 【1. 序論】（1章）
  - 【2.「論証による知識」について】（2章-9章）
  - 【3.「論証の原理」について】（10章-11章）
  - 【4.「科学的な知識」をめぐる問題点】（12章）
  - 【5.「科学的な論証」とその諸性質】（13章-14章）
  - 【6. 論証を構成する項系列とその要素】（15章）
  - 【7. 誤謬と無知】（16章-18章）
  - 【8. 論証を構成する項系列とその要素(続)】（19章-23章）
  - 【9.「科学的な論証」とその諸性質(続)】（24章-26章）
  - 【10.「科学的な知識」をめぐる問題点(続)】（27章-34章）

- 第2巻（探求の道） - 全19章。
  - 【1. 序論】（1章-2章）
  - 【2. 定義論】（3章-10章）
  - 【3. 原因論】（11章-12章）
  - 【4. 定義論（続）】（13章）
  - 【5. 原因探求の方途】（14章-18章）
  - 【6. 原理の認識】（19章）

### 詳細

#### 第1巻（論証の構造）
- 【1. 序論】
  - 第1章 - 「予め知ること」の必要とその性質について。
- 【2.「論証による知識」について】
  - 第2章 - 「論証による知識」について。論証の原理の持つべき諸性質と種類について。
  - 第3章 - 「論証による知識」に関する二つの謬見と循環論証の不毛性について。
  - 第4章 - 「全てについて」（全称的）と「そのもの自体に即して」（自体的）と「全体について」（普遍的） --- 論証される事柄の持つべき諸性質。
  - 第5章 - 事物の「全体についての論証」ではないものを「全体についての論証」と思い誤らせる錯誤について。
  - 第6章 - 論証は「必然な原理」から出発し「必然な事柄」に関して成立しなくてはならない。
  - 第7章 - 事物を論証するにあたっては「類」を異にするものから出発して論証しなくてはならない。
  - 第8章 - 永遠な事物に関する「限定抜きの論証」と可滅な事物・随時に生起する事物に関する「付帯的・条件付きの論証」について。
  - 第9章 - 事物を論証するにあたっては「事物に固有の原理」から出発して論証しなければならない。
- 【3.「論証の原理」について】
  - 第10章 - 「論証の原理」とその種類について --- 「固有の原理」と「共有の原理」。論証科学が関わる三つの要素（「基礎定立」「要請」「定義」）。
  - 第11章 - 「共有の原理」と個々の論証科学の関係をめぐる問題点。
- 【4.「科学的な知識」をめぐる問題点】
  - 第12章 - 科学的な探求の手続きめぐる2-3の問題点 --- 科学的な問い。「科学的な知識」に反する無知。誤謬推論。異議。分析。論証過程の拡張）。
- 【5.「科学的な論証」とその諸性質】
  - 第13章 - 「事実に関する推論」と「根拠に関する推論」について。
  - 第14章 - 第一格が最も「科学的な知識」にふさわしい推論である。
- 【6. 論証を構成する項系列とその要素】
  - 第15章 - 「不可分な否定の項連関」について。
- 【7. 誤謬と無知】
  - 第16章 - 推論によって生じる錯誤 --- 1.「不可分な肯定・否定の項連関」に関して。
  - 第17章 - 2.「不可分でない肯定・否定の項連関」に関して。
  - 第18章 - 「感覚の欠如」から生じる「知識の欠如」について （知の否定としての無知）。
- 【8. 論証を構成する項系列とその要素(続)】
  - 第19章 - 論証を構成する項系列は無限なものであり得るか --- 1.上方に向かって、2.下方に向かって、3.中間に向かって。
  - 第20章 - 高系列が上方・下方に向かって有限であれば中間に向かっても有限である。
  - 第21章 - 肯定の論証における項系列が有限であるとすれば否定の論証におけるそれも有限である。
  - 第22章 - 論証における項系列が上方・下方に向かって有限であることに関する弁証論・分析論からの証明。
  - 第23章 - 以上の諸論（19-22章）からの結論、全ての項連関の構成要素としての「無中項」の「不可分な項連関」について。
- 【9.「科学的な論証」とその諸性質(続)】
  - 第24章 - 「全体的な論証」が「部分的な論証」よりも優れている。
  - 第25章 - 「肯定の論証」が「否定の論証」よりも優れている。
  - 第26章 - 「直截証示の論証」が「不可能な帰結に導く論証」（帰謬法）よりも優れている。
- 【10.「科学的な知識」をめぐる問題点(続)】
  - 第27章 - 「科学的知識」の間にある「明確性の差別」について。
  - 第28章 - 一つの「科学的知識」とは何か。
  - 第29章 - 「同一の結論」についてあり得る「多数の論証」について。
  - 第30章 - 偶運から来るものについては論証があり得ない。
  - 第31章 - 感覚によっては「科学的知識」は得られない。
  - 第32章 - 全ての「科学の推論の原理」が同じものではあり得ない。
  - 第33章 - 「知識」と「臆見」について。
  - 第34章 - 「頭脳明敏」について。

#### 第2巻（探求の道）
- 【1. 序論】
  - 第1章 - 「探求される事柄」の四種。
  - 第2章 - 探求されるのは全て「中項」であることについて。
- 【2. 定義論】
  - 第3章 - 「定義」と「論証」をめぐる弁証論 --- 1.同じものについて。同じ点に関して「定義」と「論証」が同時にありうるか。
  - 第4章 - 2.「事物の本質」（の「定義」）について「推論」や「論証」がありうるか。
  - 第5章 - 3.「分割法」は「定義」を推論しうるか。
  - 第6章 - 4.「基礎定立」から出発して「事物の本質」（の「定義」）を推論しうるか。
  - 第7章 - 5.定義する者は「事物の本質」を証明しうるか。
  - 第8章 - 新たな出発、「事物の本質」を認識する道 --- 1.そのものの「原因」がそのもの「自体」と異なるものについて。
  - 第9章 - 2.そのものの「原因」がそのもの「自体」と異ならないものについて。
  - 第10章 - 以上の帰結。「定義」の四種。
- 【3. 原因論】
  - 第11章 - 四種の「原因」について。これらの原因が全て「中項」であることについて。
  - 第12章 - 「原因」と「結果」が継起・生起するものにおける「原因」の推論について。
- 【4. 定義論（続）】
  - 第13章 - 「事物の本質」に含まれる要素を探索する方途。この点に関する「分割法」の効用。
- 【5. 原因探求の方途】
  - 第14章 - 「問題」の設定について。
  - 第15章 - 「類において同一」な問題と「相互に従属関係」にある問題について。
  - 第16章 - 「原因」と「結果」の相互随伴関係。
  - 第17章 - 同上。
  - 第18章 - 個々のものにとっての「第一原因」。
- 【6. 原理の認識】
  - 第19章 - 「論証の原理」の認識について。

## 訳書
- 『アリストテレス全集 1　分析論前書 分析論後書 ほか』 山本光雄、井上忠、加藤信朗訳、岩波書店、1971年
- 『新版 アリストテレス全集 2　分析論前書 分析論後書』 今井知正、河谷淳、高橋久一郎訳、岩波書店、2014年